# Щукина, Татьяна Валерьевна
Татья́на Вале́рьевна Щу́кина (30 августа 1995, Подольск, Московская область, Россия) — российская хоккеистка, тренер вратарей.

## Биография
Татьяна родилась в городе Подольск. Привёл в хоккей отец Щукин Валерий Михайлович в возрасте 13 лет в женское отделение СДЮШОР «Атлант» г. Подольск.
В 14 лет выбрала позицию вратаря. До профессиональной карьеры защищала честь Московской области на спартакиадах и детских турнирах бронзовая и серебряная медалистка спартакиад. Двукратная чемпионка среди девушек до 18 лет чемпионата Московской области.
Участница ЧМ-U18 в 2012-13 годах.
С октября по декабрь 2013 года находилась в аренде ХК Бирюса.
Завершила игровую карьеру в 2018 году в составе СКСО.
С 2019 по 2021 год работала тренером вратарей в ХК «Морские львы».
В 2021-22 работала тренером вратарей в ХК ЦСКА.
С 2021 работает в Московской академии хоккея.

## Хобби
Увлекается горными лыжами, русской классикой и зарубежной современной литературы. Посещает выставки различных художников (классика, импрессионизм).

## Достижения
- Чемпионка России — 2012/13, 2014/15, 2015/16.
- Серебряный призёр чемпионатов России — 2013/14.
- Бронзовый призёр чемпионатов России — 2016/17.